# Cửu Diệu (Ấn Độ)

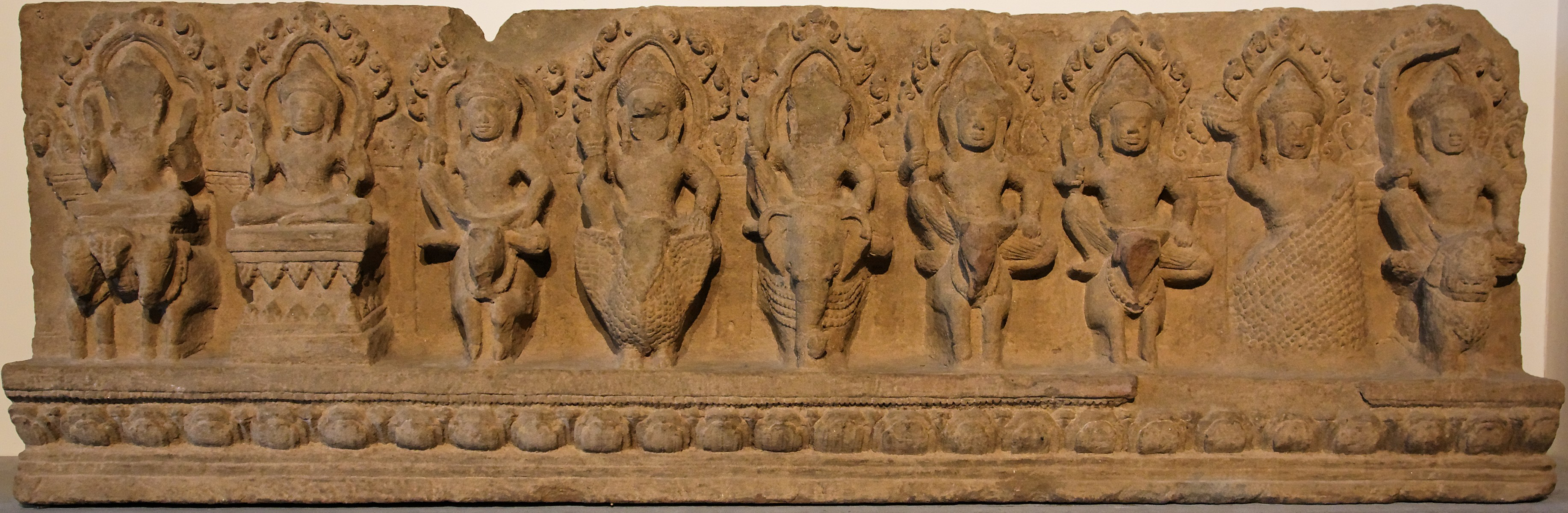
Navagraha, sandstone, 10-11th century - Musée Guimet, Paris

Cửu Diệu- navagraha là một khái niệm của thiên văn học và chiêm tinh học Ấn Độ. Graha (từ tiếng Phạn ग्रह gráha—nắm giữ, cai quản) là những vị thần vũ trụ có ảnh hưởng lên đời sống của các sinh vật, đứa con của mẹ Đất Bhumidevi. Theo chiêm tinh học Ấn Độ, navagraha (tiếng Phạn: नवग्रह- chín vị thần cai quản) là các vị thần chính ảnh hưởng đến các sinh vật trên Trái Đất.
Tất cả các navagraha đều tương ứng với chuyển động của các ngôi sao nhất định trong vòng hoàng đạo. Các sao này bao gồm: Sao Hỏa, Sao Thủy, Sao Mộc, Sao Kim, Sao Thổ, Mặt Trời và Mặt Trăng cũng như là vị trí của chúng trên bầu trời, La Hầu ("giao điểm Mặt Trăng Bắc" hay "giao điểm Mặt Trăng thăng") và Kế Đô ("giao điểm Mặt Trăng nam" hay "giao điểm Mặt Trăng giáng")
Theo vài tài liệu, các graha là những dấu hiệu ảnh hưởng, chỉ ra ảnh hưởng của nghiệp (karma) lên hành vi của các sinh vật. Bản thân chúng không tạo nghiệp , chúng chỉ là các dấu hiệu chỉ dẫn.
Theo văn bản chiêm tinh Prasna Marga, còn có nhiều thực thể tinh thần khác được gọi là graha hoặc linh hồn. Tất cả chúng (trừ cửu diệu) đã được tạo ra từ cơn giận của thần Shiva hay là Rudra. Nhiều graha có bản tính ác nhưng cũng có một số ít mang tính thiện. Trong Kinh Thư cổ của Ấn Độ (purana), dưới đầu đề 'Graha Pinda', người ta đã liệu kê các grahas (linh hồn hay thực thể tinh thần) nào được tin rằng có thể làm hại trẻ em và những người khác. Cũng trong Kinh Thư, ở nhiều đoạn, tên của nhiều graha cũng được đề cập, ví dụ như 'Skhanda graha' được tin rằng có thể tạo ra lầm lạc.

## Chiêm tinh học
Các nhà chiêm tinh quả quyết rằng các graha ảnh hưởng lên năng lượng cơ thể (aura) và tâm trí của các sinh vật có mối liên hệ với Trái Đất. Mỗi graha mang một loại năng lượng khác nhau, đây là cách diễn tả theo lối biểu trưng trong các văn bản kinh thánh và chiêm tinh. Năng lượng của graha được kết hợp trong cơ thể mỗi người theo một cách thức đặc trưng riêng cho từng người ngay khi họ thở hơi thở đầu tiên lúc chào đời. Sự kết hợp năng lượng này ở các sinh thể trên Trái Đất được giữ vững suốt quãng thời gian hiện diện của cơ thể hiện tại của chúng. These energy connections remain with the natives of Earth as long as their current body lives. "Chín hành tinh là nơi truyền tải năng lượng vũ trụ, năng lượng nguyên thể. Năng lượng của mỗi hành tinh giúp duy trì sự cân bằng tổng thể của các cực trong cả đại vũ trụ và tiểu vũ trụ, ở trên và ở dưới..."
Con người có thể điều chỉnh cơ thể họ để phù hợp với loại năng lượng được chọn đến từ một graha nhất định thông quan năng lượng gốc (samyama) của graha (vị thần cai quản) đó. Mọi người thờ phụng các vị thần tương ứng với năng lượng của họ, cụ thể là theo cung (Bhavas) mà graha đó cai quản. "Năng lượng vũ trụ mà chúng ta luôn nhận được mang những loại năng lượng khác nhau do đến từ các vật thể khác nhau trên trời." "Khi chúng ta lặp đi lặp lại những lời tụng niệm (mantra), chúng ta hòa điệu với một tần số dao động nhất định và tần số này thiết lập một mối liên hệ với năng lượng vũ trụ và đưa năng lượng này vào cơ thể chúng ta cũng như môi trường xung quanh."
Ý niệm rằng các hành tinh, ngôi sao và các vật thể khác trên vũ trụ là các thực thể năng lượng sống có ảnh hưởng đến các sinh vật trong vũ trụ hiện diện ở nhiều nền văn minh cổ xưa và đã từng là khởi nguồn cho nhiều tác phẩm khoa học viễn tưởng như "Hành tinh bí ẩn" của nhà văn Stanisław Lem, với bộ phim cùng tên.

## Navagraha

### Surya
Surya (Devanagari: सूर्य, sūrya) là vị thần chính, thần Mặt Trời, một trong ba ngôi tối linh (Adityas), con trai của Kasyapa và vợ của ông là Aditi, hay là con của Indra, hay của Dyaus Pitar (tùy theo phiên bản). Ông có mái tóc và cánh tay bằng vàng ròng. Cỗ xe ngựa của ông được kéo bởi bảy con ngựa, tượng trưng cho bảy Luân xa. Ông là "Ravi" hay là người cai quản ngày Chủ Nhật ("ravi-var").
Trong các văn bản Hinđu Giáo, Surya được cung kính miêu tả như một hiện thân hữu hình của ông Trời mà mọi người có thể nhìn thấy hàng ngày. Hơn nữa, Shaivites và Vaishnavas thường đề cập đến Surya như là một hiện thân của Shiva và Vishnu. Ví dụ như, mặt trời được Vaishnavas gọi là Surya Narayana. Trong thần thoại Shaivite, Surya được xem là một trong tám dạng của thần Shiva, tên là Astamurti.
Ông được xem là năng lượng thanh lọc (Sattva Guna) và biểu trưng cho tâm hồn, Vua, những người cao quý và người cha.
Theo truyền thuyết Hinđu, trong dòng dõi của thần Surya có những vị thần nổi bật sau Shani(Sao Thổ), Yama(Diêm Vương) và Karna(Mahabharatha).
Người ta hiểu rằng tụng niệm câu Gayatri Mantra hay là Aditya Hrudaya Mantra (Adityahridayam) sẽ làm cho thần Mặt Trời vui lòng.
Loại ngũ cốc tương ứng với Mặt Trời là lúa mì nguyên hạt.